# Michael Nyman

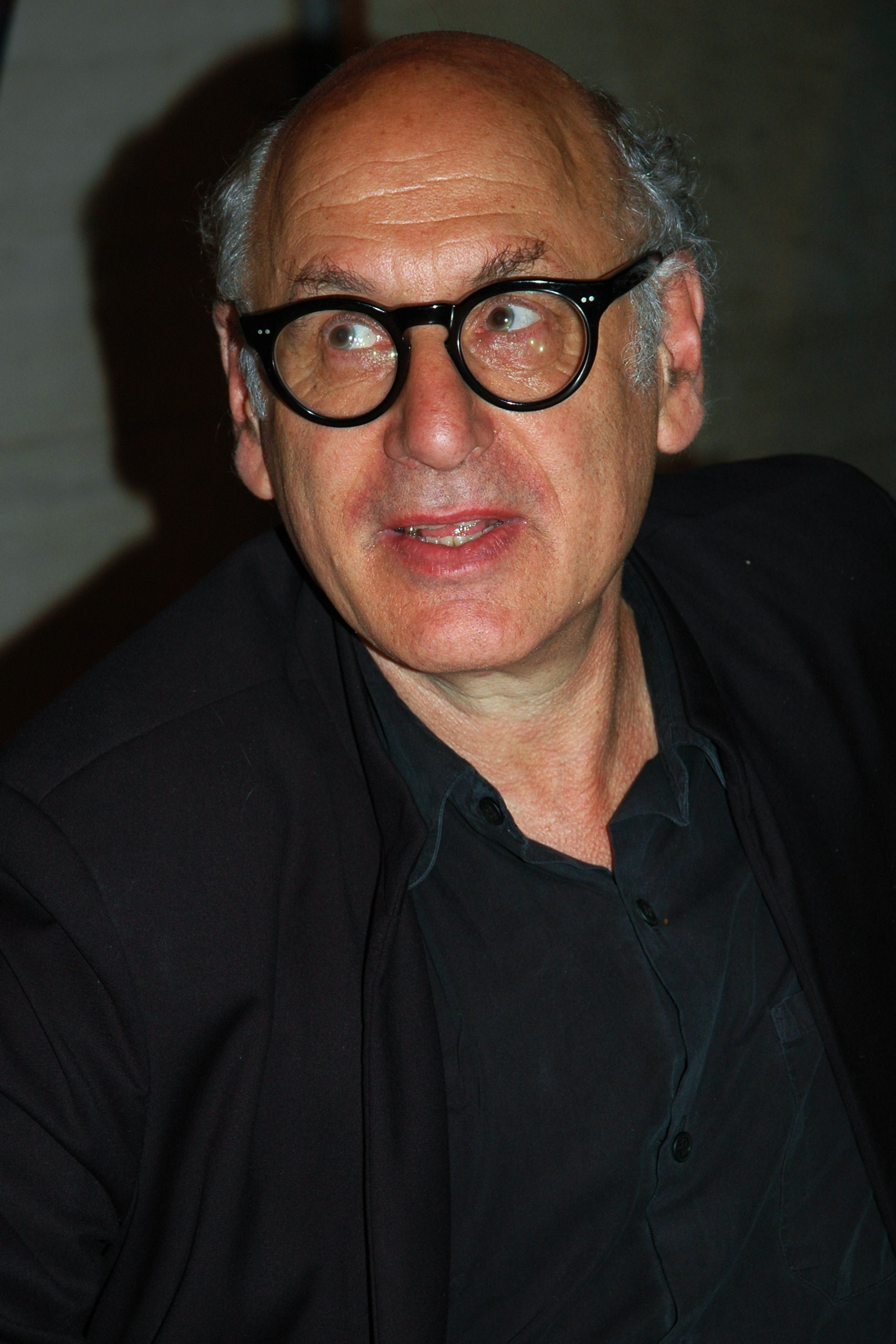
Nyman in Sant Cugat del Vallès (2010)

Michael Laurence Nyman CBE (* 23. März 1944 in London) ist ein englischer Komponist, der vor allem durch seine Musik für zahlreiche Filme von Peter Greenaway bekannt wurde.

## Leben
Nyman studierte unter anderem Klavier und Musikgeschichte am Royal College of Music und am King’s College London. Weil er die damals vorherrschende atonale zeitgenössische serielle Musik ablehnte, gab Nyman 1964 das Komponieren auf und arbeitete als Musikwissenschaftler. In einer 1968 veröffentlichten Kritik von Cornelius Cardews The Great Digest verwendete er als erster den Begriff Minimalismus für eine neue musikalische Stilrichtung, die vor allem durch die Komponisten Steve Reich und Philip Glass vertreten wurde.
Reichs Komposition Come Out beeindruckte ihn derart, dass er zur praktischen Musikausübung zurückfand: 1968 schrieb er das Libretto zu Harrison Birtwistles Down by the Greenwood Side. Dieser bat ihn, für eine Bühnenproduktion von Il Campiello venezianische Lieder des 18. Jahrhunderts zu bearbeiten. Dazu gründete Nyman 1976 die Campiello Band, deren Musik teils auf alten Instrumenten wie der Schalmei, teils auf modernen Instrumenten wie dem Saxophon gespielt wurde. Nymans Ziel war es, so laut wie möglich zu spielen, ohne elektronische Verstärkung zu benutzen.
Nyman hielt die Gruppe nach dem Auslaufen des Schauspiels zusammen, fügte ihr sein eigenes Klavierspiel hinzu und schrieb für sie In Re Don Giovanni, eine Variation über 16 Takte von Wolfgang Amadeus Mozart. Er setzte nun auch elektronische Verstärkung ein und benannte die Formation um in Michael Nyman Band. Fast alle Stücke Nymans wurden zuerst in dieser Band ausprobiert.
Nyman wurde der Öffentlichkeit vor allem als Filmkomponist bekannt, insbesondere für Peter Greenaway, aber auch für konventionellere Produktionen wie Gattaca, Das Ende einer Affäre (The End of an Affair) und vor allem Jane Campions Das Piano (The Piano), seinen größten kommerziellen Erfolg. Größere Bekanntheit erreichte das Stück Chasing Sheep Is Best Left to Shepherds aus dem Film Der Kontrakt des Zeichners.
1974 veröffentlichte Nyman ein Buch über experimentelle Musik (Experimental Music: Cage and Beyond), in dem er den Einfluss John Cages auf die zeitgenössische Musik untersucht. Er war Mitglied der berüchtigten Portsmouth Sinfonia, des laut Selbstbeschreibung weltschlechtesten Orchesters, das vor allem Rock- und Pop-Klassiker wie Bridge over Troubled Water variierte und dekonstruierte. Er gründete ein ähnliches Orchester namens Foster’s Social Orchestra, das sich auf die Musik Stephen Fosters konzentrierte.
Daneben spielte er, etwa mit den Flying Lizards, Popmusik ein, schrieb Begleitmusik für eine Modenschau von Yohji Yamamoto und für das Computerspiel Enemy Zero.
Um seine Werke unabhängig veröffentlichen zu können, gründete er 2005 sein eigenes Plattenlabel MN Records.

## Werk
Michael Nymans Musik gründet in der Ablehnung der zeitgenössischen Musik, die er vorfand: „Als Student […] schrieb ich im Stil von Paul Hindemith und Dmitri Schostakowitsch. Dann kam ich in Kontakt mit der Manchester-Schule – Peter Maxwell Davies, Harrison Birtwistle und Alexander Goehr – und es war nicht nur ein absolutes Gebot, serielle Musik zu schreiben, sondern auch alle andere Musik, die nicht seriell war, als die Musik von Idioten zu betrachten. […] ich schrieb nicht eine einzige Note von 1964 bis 1976, weil ich mich nicht damit abfinden konnte, serielle Musik zu schreiben.“
Die Begegnung mit den amerikanischen Pionieren der Minimal Music führte Nyman zurück zur Musik; im Gegensatz zu deren vorbildfreien genau kontrollierten Formsystemen ging er bei seinen weniger eingeengten Kompositionen von der westlichen Musiktradition aus, um ausdrücklich „schöne“ Musik zu schaffen.
Komponisten, deren Werke Nyman oft augenzwinkernd als Ausgangspunkt für eigene Kompositionen sieht, sind etwa Wolfgang Amadeus Mozart (In Re Don Giovanni, Drowning By Numbers), Henry Purcell (The Draughtman’s Contract), Heinrich Ignaz Franz Biber (A Zed and Two Noughts), John Dowland (Prospero’s Books) und Anton Webern (Five Orchestral Pieces for Opus Tree). Nyman kombiniert hier musikgeschichtliche Zitate, avantgardistische Form und Eingängigkeit.
„Nach einem festen Verfahren wählt Nyman […] sehr kurze wörtliche Zitate aus der klassischen Vorlage und unterwirft sie einer minimalistischen Repetition. Die tonale Orientierung bleibt erhalten, verändert wird jedoch die harmonische Fortschreitung. Schließlich fehlen ganze Takte des Ausgangsmaterials und die harmonischen Stufen stehen unvermittelt nebeneinander, statt logisch einer Kadenz zu folgen.“ Das Ergebnis ist Musik, die für Eingeweihte wie für musikhistorisch ungebildete Hörer gleichermaßen Reiz besitzt, da sie einerseits intelligent mit der Tradition spielt, aber andererseits nie atonal wird.
In den vergangenen Jahren hat sich Nyman wieder verstärkt der Kunstmusik zugewandt. So wurden beispielsweise in Zusammenarbeit mit dem Badischen Staatstheater in Karlsruhe zwischen 2002 und 2005 drei Opern uraufgeführt: 2002 Facing Goya, 2004 Man and Boy: DaDa (Text von Michael Hastings) und 2005 Love Counts (Text von Michael Hastings).
Auf dem Berliner MaerzMusik-Festival für aktuelle Musik 2011 stellte Nyman in der Berliner Volksbühne seine Neuvertonung von Dziga Vertovs Film Ein Sechstel der Erde vor. Auch Vertovs Film Das elfte Jahr wurde von Nyman neu vertont. Beide Filme wurden im Juni 2012 von Arte tv zum 20. Senderjubiläum ausgestrahlt.
Auch für den legendären Vertov-Film Der Mann mit der Kamera liegt eine Filmmusik von Nyman (1996/2002) vor. Nyman wird als Komponist der meisten heute (4/2019) noch im Handel erhältlichen Vertonungen dieses Films angegeben.

## Werke (Auswahl)
Filmmusik
- 1982: Der Kontrakt des Zeichners (The Draughtman’s Contract)
- 1985: Ein Z & zwei Nullen (A Zed & Two Noughts)
- 1986: The Man Who Mistook His Wife for a Hat
- 1987: Das Wunder des Papu (Le miraculé)
- 1988: Verschwörung der Frauen (Drowning By Numbers)
- 1989: Der Koch, der Dieb, seine Frau und ihr Liebhaber (The Cook, the Thief, His Wife & Her Lover)
- 1989: Die Verlobung des Monsieur Hire (Monsieur Hire)
- 1990: Der Mann der Friseuse (Le Mari de la coiffeuse)
- 1991: Prosperos Bücher (Prospero’s Books)
- 1993: Das Piano (The Piano) (US: Gold)
- 1994: Carrington
- 1994: Mesmer
- 1996: Der Unhold (The Ogre)
- 1997: Gattaca
- 1999: Das Ende einer Affäre (The End of the Affair)
- 1999: Ravenous – Friss oder stirb (Ravenous)
- 1999: Wonderland
- 2001: Das Reich und die Herrlichkeit (The Claim)
- 1996/2002: Man with a Movie Camera
- 2003: The Actors
- 2003: Nathalie (Nathalie…)
- 2005: The Libertine
- 2008: Man on Wire
- 2012: Everyday
- 2012: Die verborgene Stadt (Elefante blanco)
- 2015: Ich bin Ingrid Bergman, Dokumentarfilm
- 2018: Alexander McQueen, Dokumentarfilm

Weitere Werke
- 1977: In Re Don Giovanni
- 1985: Streichquartett Nr. 1
- 1988: Streichquartett Nr. 2
- 1985: A Zed and Two Noughts
- 1990: Streichquartett Nr. 3
- 1993: The Piano Concerto (Klavierkonzert)
- 1994: Streichquartett Nr. 4
- 1994: MGV (Musique à Grande Vitesse)
- 1995: Konzert für Cembalo und Streicher
- 1995: Konzert für Posaune und Orchester
- 1997: Concertos
- 1997: Enemy Zero (Videospiel)
- 1999: The Commissar Vanishes, zu David Kings gleichnamigem Buch
- 2000: Facing Goya
- 2003: Gattaca for Orchestra
- 2003: Violinkonzert
- 2003: Man and Boy: Dada
- 2004: Acts of Beauty
- 2005: Love Counts
- 2012: Through the Only Window (Klavierquintett)
- 2013: 2Graves, Bühnenmusik für das Theaterstück von Paul Sellar
- 2013: Trumpet & String Quartet
- 2013: Sinfonie Nr. 6 „AHAE“
- 2014: Sinfonie Nr. 11 „Hillsborough Memorial“

## Auszeichnungen und Nominierungen (Auswahl)
- 1990: Nominiert César, Kategorie Best Music Written for a Film (Meilleure musique) für Monsieur Hire (deutsch: Die Verlobung des Monsieur Hire)
- 1993: Preisträger AFI Award, Kategorie Best Original Music Score für The Piano
- 1994: Nominiert für den BAFTA Award, Kategorie Best Score für The Piano
- 1994: Nominiert Golden Globe, Kategorie Best Original Score – Motion Picture für The Piano
- 1994: Preisträger CFCA Award, Kategorie Best Score für The Piano
- 1998: Nominiert Golden Globe, Kategorie Best Original Score – Motion Picture für Gattaca
- 2000: Nominiert BAFTA Awards, Preis Anthony Asquith Award for Film Music für The End of the Affair
- 2000: Nominiert Golden Globe, Kategorie Best Original Score – Motion Picture für The End of the Affair[11]
- 2019: Nominiert für den International Film Music Critics Award (IFMCA), Kategorie Best Original Score für Alexander McQueen

## Film
- Michael Nyman – Composer in Progress. Dokumentarfilm, Deutschland, 2010, 50 Min., Regie: Silvia Beck, Produktion: Arthaus Musik, Besprechung von kino-zeit.de.